# Армія «Лапландія»
Армія «Лапландія» (нім. Armee Lappland) — польова армія Німеччини, що короткочасно діяла в складі Вермахту з 14 січня по 22 червня 1942 на крайній півночі в Норвегії та Фінляндії за часів Другої світової війни.

## Історія
Армія «Лапландія» була сформована 14 січня 1942 року для координації дій з'єднань, які вели бої на території Кольського півострова і Північної Карелії. 22 червня 1942 року армія була перейменована на 20-ту гірську армію.

## Райони бойових дій
- Фінляндія та Норвегія (14 січня — 22 червня 1942).

## Командування

### Командувачі
- генерал гірсько-піхотних військ, з червня 1942 генерал-полковник Едуард Дітль (нім. Eduard Dietl) (14 січня — 22 червня 1942).

## Бойовий склад армії «Лапландія»
Формування управління, забезпечення та підтримки
- штаб армії (Stab mit Stabstruppen);
- 525-та комендатура тилу (Korück 525);
- 561-ше армійське управління постачання (Armee-Nachschubführer 561);
- 550-й армійський полк зв'язку (Armee-Nachrichten-Regiment 550).
- 463-тє командування армійських частин постачання (Kommandeur der Armee-Nachschub-Truppen 463);
- 4-й кулеметний батальйон (Maschinen-Gewehr-Bataillon 4);
- 13-й кулеметний батальйон (Maschinen-Gewehr-Bataillon 13);
- 14-й кулеметний батальйон (Maschinen-Gewehr-Bataillon 14);
- 901-й загін штурмових катерів (Sturmboot-Kommando 901);
- 57-й батальйон гірських носильників (Gebirgs-Träger-Bataillon 57);
- 537-ма фельдпошта (Feldpostamt 537);
- Головне командування берегової артилерії (Höherer Kommandeur der Heeres-Küsten-Artillerie).

- Норвезький гірський корпус (Gebirgs-Korps Norwegen);
- 36-й гірський корпус (XXXVI. Gebirgs-Korps);
- 3-й армійський корпус (Фінляндія) (III. finnisches Armee-Korps);
- 7-ма гірсько-піхотна дивізія (7. Gebirgs-Division).

- Норвезький гірський корпус;
- 36-й гірський корпус;
- 3-й армійський корпус (Фінляндія);
- 18-й гірський корпус  (XVIII. Gebirgs-Korps);
- 163-тя піхотна дивізія (163. Infanterie-Division).

- Норвезький гірський корпус;
- 36-й гірський корпус;
- 3-й армійський корпус (Фінляндія);
- 18-й гірський корпус.